# Barclay de Tollyhuset
Barclay de Tollyhuset (estniska: Barclay de Tolly maja eller Tartu viltune maja) är ett tidigare patricierhus vid Rådhustorget i Tartu i Estland, som sedan 1988 inrymmer Tartu konstmuseum. 
Huset ligger vid Rådhustorget 18, Kompanigatan och Magistergatan i centrala Tartu.

## Historik
Huset byggdes 1793 som ett bostadshus för familjen Barclay de Tolly och låg då granne med den medeltida stadsmuren. Den sida som vetter mot floden stöddes av stadsmuren, men den andra sidan bars upp av pålar. Med åren kom det att luta allt mer. 
Furstinnan Barclay köpte huset 1819 efter maken Barclay de Tollys död och bodde fortsättningsvis kvar i huset. Från 1879 fanns det ett apotek i huset och visdiktaren Oskar Luts arbetade där som kemist i början av 1900-talet. 
Efter en sentida restaurering av polska experter har fortsatt lutning hejdats. 
Sedan 1988 har Tartu konstmuseums utställningar hållits i Lutande huset. Byggnaden har idag tre våningsplan med tillfälliga utställningar, lärosalar och en konstbokhandel.

## Bildgalleri

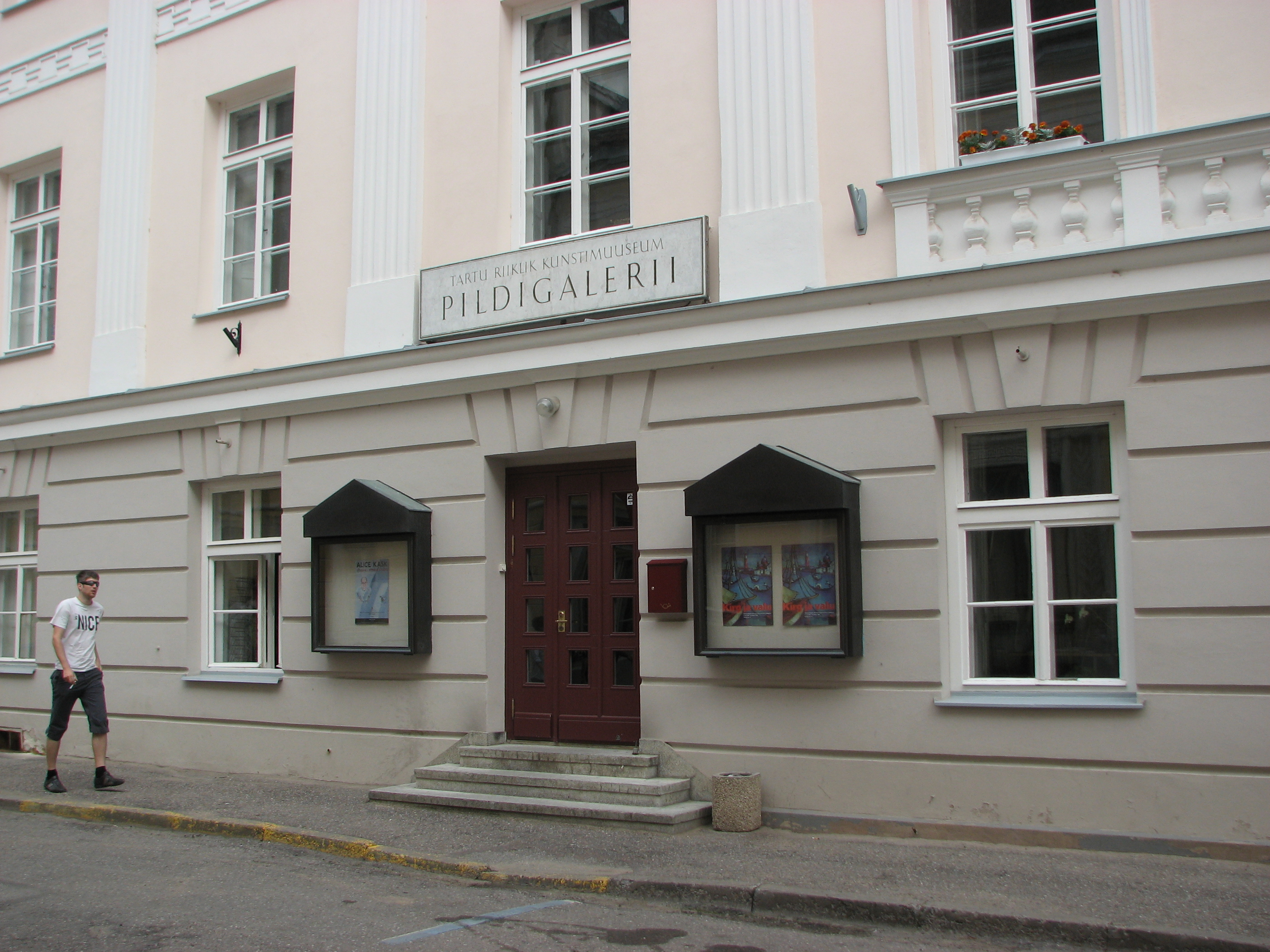
Fasad mot Kompanigatan
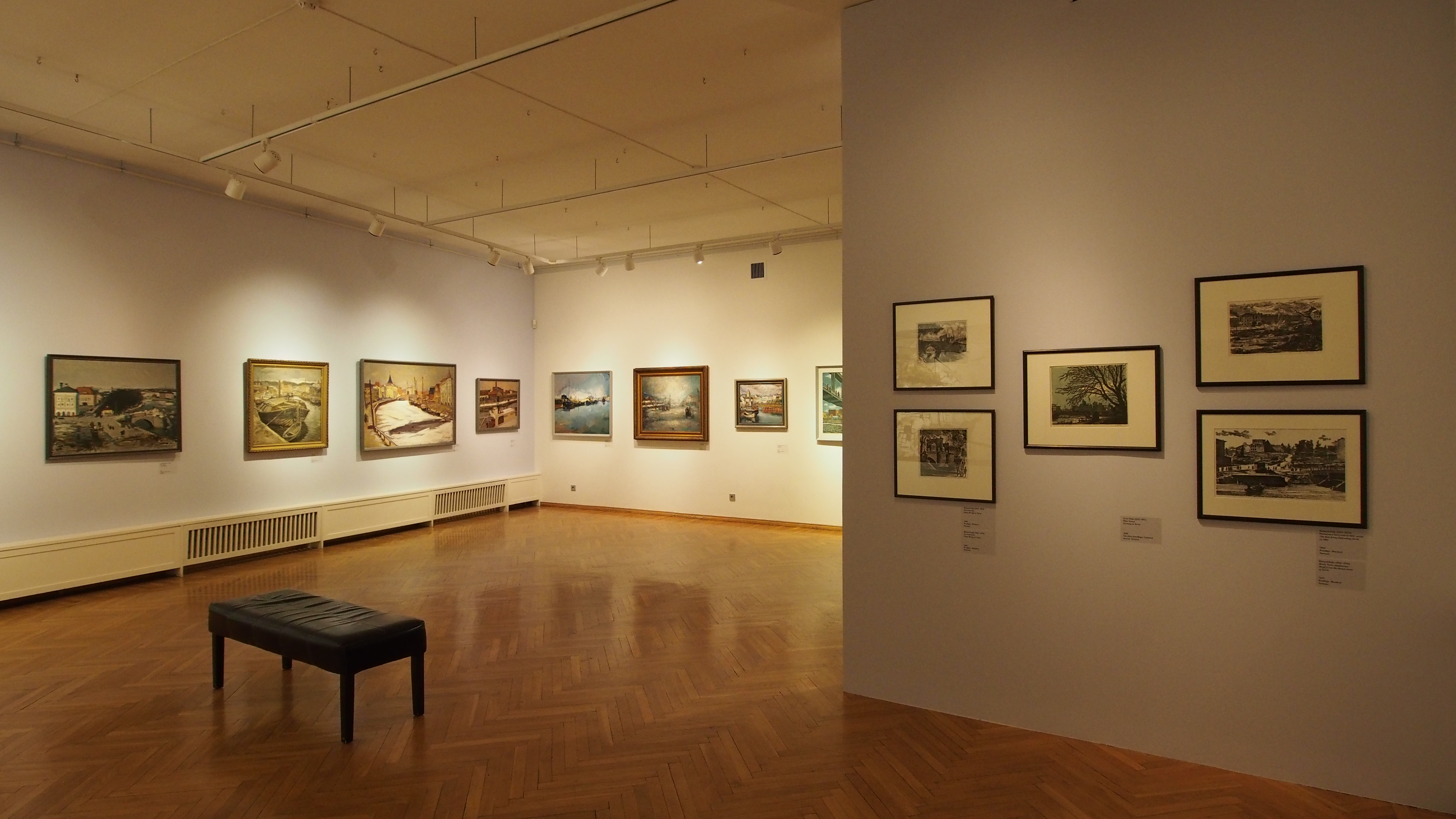
Interiör, Tartu konstmuseum